# 梅花鱸
梅花鱸又名歐亞梅花鱸，為條鰭魚綱鱸形目鱸科梅花鲈属的其中一種。分布於歐洲到中亞及北亞的淡水及半鹹水流域。

## 命名
本魚由瑞士生物學家卡爾·林奈在1758年命名，原名為，歸於鱸屬。直到1949年才重組學名為，接著，1977年作為本屬的異名，才重組為現名。
本魚的種小名「cernua」來源可追溯到1555年的法國旅行家皮耶·貝隆所取的名，拉丁語「cernua」意為「墜落」或「臉朝下」，可能是基於本魚的嘴略微下彎。

## 分布
本魚原生分布於歐洲裏海、黑海、北海、波羅的海、斯堪的納維亞半島、不列顛群島及亞洲鹹海流域，東達科力馬河流域。包括奧地利、白俄羅斯、比利時、波士尼亞和黑塞哥維那、保加利亞、克羅埃西亞、捷克、丹麥、愛沙尼亞、芬蘭、法國本土、德國、匈牙利、拉脫維亞、列支敦士登、立陶宛、盧森堡、摩爾多瓦、蒙特內哥羅、荷蘭、挪威、波蘭、羅馬尼亞、俄羅斯聯邦、塞爾維亞、斯洛伐克、斯洛維尼亞、瑞典、瑞士、烏克蘭、英國。
在加拿大及美國五大湖流域、法國科西嘉島、意大利、土耳其則有引入的種群。
本魚為淡水至半鹹水魚類，適應酸醎值pH7.0-7.5，硬水值8-12 dH。
本魚為大洋底棲性，棲息水深2-85公尺，具洄游性。
本魚為溫帶魚類，分布範圍從北緯74度至北緯43度、東經6度至東經169度。適應溫度10°C至20°C。

## 形態
本魚為中小型魚，成體體長平均10.0公分，最大體長全長25.0公分，通常是全長12.0公分。本魚體呈紡錘型，背鰭硬棘11-19枚；背鰭軟條11-16枚；臀鰭硬棘2枚；臀鰭軟條5-6枚。可用於區分本魚的特徵是：體高達24-27%標準體長，還有體色淡黃褐，體側具黑色圓斑，背鰭軟條11-16枚、尾鰭條16到17枚。背鰭融合，呈褐色並帶有黑色斑紋。

## 生態
本魚棲息在棲息於溪流的湖，靜止的池水與邊緣。偏愛大河出海口的半鹹水域、鹹水湖，鹽度可達10-12 pp，喜歡在流速緩慢有沙與碎石而無植被的地方，還有底部有沙石沈積層的深水區，能容忍一些環境的惡化，能與河鱸（Perca fluviatilis）在深水湖共存，因為两者適應不同水層，本魚在更深的水聚集。本魚頭管的膜狀外壁提供高度的方向敏感性；能在夜間於黑暗中利用側線系統覓食，屬肉食性，以魚類、浮游動物、片腳類等為食。
雌魚壽命可達10年，而雄魚只達7年。
本魚會在水深3公尺或更淺的不同類型的底土上產卵。白至黄色的粘黏成絲串的卵可見於淺水的石頭與水草上。卵遇水後會變粘，並粘附在石頭或植物上。雌性會產下兩批或多批卵，夏季通常間隔約30天。第一批卵比第二批卵大。魚苗沒有或僅有短暫的浮游魚苗期，很早就轉為底棲生活，隱密且獨居，不成群結隊。在10°C以下和20°C以上時，魚苗存活率低。

## 經濟利用
可作食用魚，為小規模漁業對象，也會作為遊釣魚、餌魚。常用來釣狗魚

## 保護現狀
本魚分布廣泛，未受任何重大威脅，無論是在歐盟27國還是全球，國際自然保護聯盟於2023年將兩者均評估為「無危物種」。

## 風險管理
本魚被引入到非原生地，有可能成為入侵物種。